# GLONASS

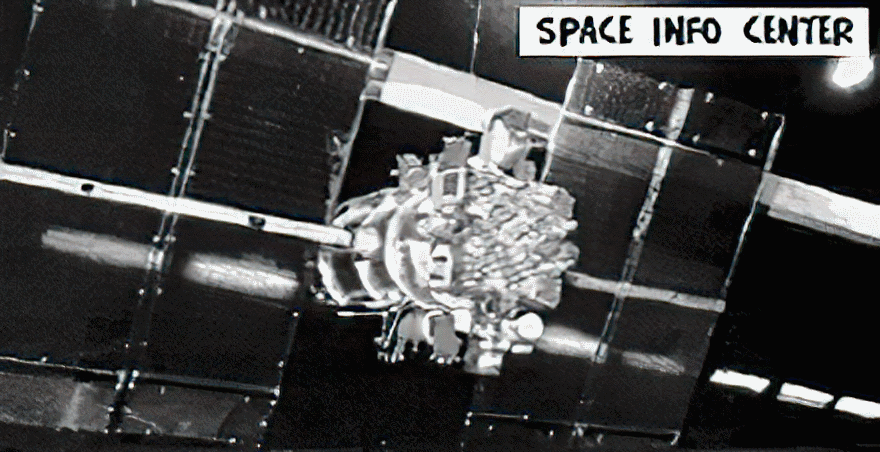
Un satellite Uragan della costellazione GLONASS

GLONASS (in russo ГЛОНАСС, ГЛОбальная НАвигационная Спутниковая Система?, Global'naja Navigacionnaja Sputnikovaja Sistema; in inglese GLObal NAvigation Satellite System) è un sistema satellitare globale di navigazione russo, controparte del Global Positioning System degli Stati Uniti e del sistema di posizionamento Galileo, sviluppato in Europa. È gestito dalle Forze spaziali russe (VKS).

## Storia e caratteristiche
Nel 1996, il sistema offriva servizi di posizionamento e tempo standard con un'accuratezza in orizzontale di 55 metri, verticale 70 metri, misura di velocità in 15 cm/s e tempo 1 µs quando il ricevitore era in vista di quattro satelliti. Un segnale più accurato era a disposizione dei soli militari russi. Subì poi una fase di decadimento per tornare operativo nei primi anni 2000.
Nel 2013 con il rinnovo della rete satellite, la precisione migliorò, arrivando a 2,8 metri.
I satelliti della generazione GLONASS-K (i più moderni in servizio attivo, i nuovi GLONASS-K2 sono in test ), hanno la capacità di raddoppiare la precisione del sistema una volta che saranno introdotti e rappresenteranno la maggioranza dei satelliti operativi. Gli apparati di terra hanno avuto miglioramenti. Si prevedeva che questi miglioramenti avrebbero portato la precisione di GLONASS a 0,6 m o superiore entro il 2020, in seguito all'inizio del conflitto russo-ucraino le informazioni sul miglioramento della rete GLONASS sono diminuite ed il sito ufficiale riporta lo stato della rete al 2017 .
Similmente al GPS, la flotta ufficiale GLONASS comprende 31 satelliti Uragan, 24 operativi e quattro di scorta, disposti su tre piani orbitali. Alcuni satelliti sono fuori uso o di emergenza.
Ogni piano ospita otto satelliti identificati da un numero di slot che identifica il satellite e il piano: 1-8, 9-16, 17-24.
I tre piani sono separati da 120° e i satelliti di uno stesso piano distanziati 45° tra loro. Le orbite sono pressoché circolari con una inclinazione di 64,8° e un semiasse maggiore di 25 440 km.
I satelliti orbitano a una quota di 19 100 km, leggermente inferiore ai satelliti GPS e compiono una rotazione ogni 11 ore e un quarto. In questo modo sono visibili in ogni momento almeno cinque satelliti.
Tutti i satelliti sono stati lanciati dal cosmodromo di Bajkonur in Kazakistan; i primi nell'ottobre 1982, resi operativi nel dicembre 1983. Il sistema avrebbe dovuto essere operativo già nel 1991, ma dopo un primo rinvio al 1993 l'attivazione non fu completata prima del dicembre 1995.
A causa della grave situazione economica della Russia, nel 2002 erano ancora operativi solamente otto satelliti e la rete era pressoché inutilizzabile. Con il migliorare della situazione economica i satelliti operativi furono portati a undici nel marzo del 2004. Tre satelliti di nuova concezione, con una vita operativa estesa a sette anni, furono lanciati il 26 dicembre 2004. In seguito a un accordo commerciale con l'India, la rete è tornata pienamente operativa nell'aprile 2010, con ventun satelliti in funzione su ventiquattro.
A luglio 2012 la costellazione è ritornata pienamente operativa con ventiquattro satelliti attivi, una "riserva" di quattro satelliti e tre satelliti in stato di riparazione o fuori uso. Ciò permette un'ottima copertura quasi paragonabile al sistema americano GPS.
L'ultima volta che ci furono ventiquattro satelliti operativi fu il 1996, anno in cui le difficoltà finanziarie della Russia comportarono il decadimento del numero di satelliti funzionanti.
Dopo anni in cui il sistema è stato penalizzato dal costo dei ricevitori GLONASS e dalla loro difficile reperibilità, a fine 2011 cominciano ad apparire sul mercato dispositivi elettronici di consumo che integrano ricevitori GPS+Glonass (dei quali il più famoso è stato l'iPhone 4S).
Dal 2012 in poi, la compatibilità con Glonass è diventata una caratteristica comune a molti dispositivi tra i quali Samsung Galaxy S3 e S4, iPhone 5, 5c e 5s, Samsung Galaxy Ace 2, Nokia Lumia 920 e molti altri.
Anche il SoC Snapdragon di Qualcomm integra un ricevitore GPS+Glonass.

## ERA Glonass

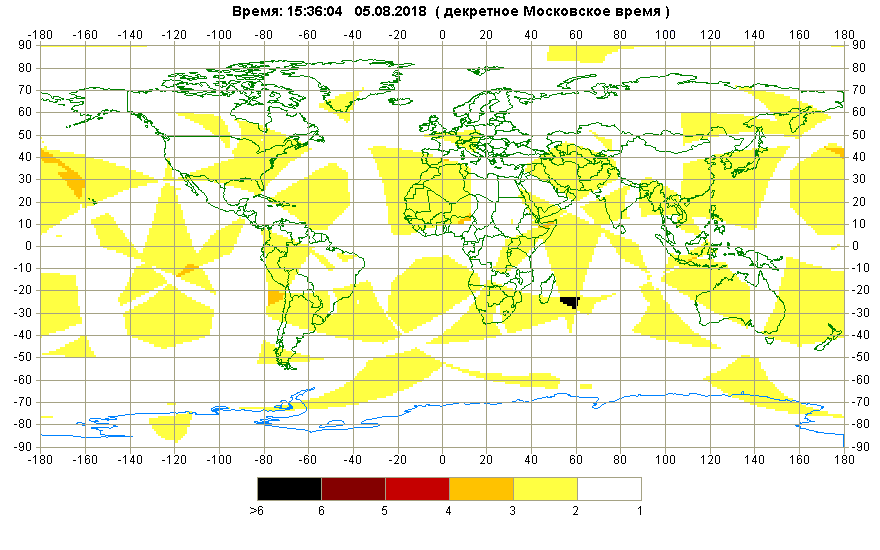
La copertura dei satelliti GLONASS nel mondo al 6 agosto 2015. I numeri indicano la diluizione della precisione:
1: ricezione ideale;
1-2: ricezione eccellente;
2-5: ricezione buona;
5-10: ricezione moderata;
10-20: ricezione modesta;
20: ricezione scarsa (inaccuratezza superiore ai 300 m).

Il capo dell'agenzia spaziale federale russa Anatoly Perminov ha riferito che esiste un nuovo grande progetto in Russia chiamato "ERA Glonass" (in russo, per "ERA" si intende la reazione d'urgenza in caso di incidenti).
La prima fase del progetto prevede l'equipaggiamento di automobili con ricevitori GLONASS e la creazione di una tecnologia che consenta agli operatori del servizio di emergenza 112 di utilizzare i dati geografici. La seconda fase riguarderà anche i telefoni abilitati e i telefoni intelligenti.
Esiste anche un progetto denominato "Social GLONASS" il cui scopo è quello di aiutare le persone con una visione ridotta, anziani e bambini.